# Cheilosia ahenea
Cheilosia ahenea är en tvåvingeart som först beskrevs av Roser 1840.  Cheilosia ahenea ingår i släktet örtblomflugor, och familjen blomflugor.
Artens utbredningsområde är Tyskland. Inga underarter finns listade i Catalogue of Life.